# Komitat Trencsén
Komitat Trencsén (węg. Trencsén vármegye, łac. comitatus Trentsiniensis, pol. komitat Trenczyn) – dawny komitat w północnej części Królestwa Węgier, w Górnych Węgrzech.
W X i XI wieku tereny komitatu prawdopodobnie przejściowo należały do Czech, a następnie Polski. Komitat trenczyński stał się częścią Królestwa Węgier prawdopodobnie za panowania króla Władysława I pod koniec XI wieku. Komitat powstał jako następca wcześniejszej kasztelanii trenczyńskiej. Siedzibą władz komitatu był Zamek w Trenczynie, od którego komitat wziął swą nazwę, a od I poł. XVII w. miasto Trenczyn.
W okresie przed I wojną światową komitat dzielił się na dziewięć powiatów i jedno miasto.
Po traktacie w Trianon komitat znalazł się w granicach Czechosłowacji. W 1938-39 skrawki dawnego komitatu Trencsén zaanektowała Polska (Świerczynowiec, Czerne, Skalite).
Obecnie teren komitatu jest podzielony pomiędzy kraj trenczyński, żyliński.
| Powiaty (járás)                             | Powiaty (járás) |
| Powiat                                      | Siedziba władz  |
| ------------------------------------------- | --------------- |
| Bán                                         | Bán             |
| Csaca                                       | Csaca           |
| Illava                                      | Illava          |
| Kiszucaújhely                               | Kiszucaújhely   |
| Nagybiccse                                  | Nagybiccse      |
| Puhó                                        | Puhó            |
| Trencsén                                    | Trencsén        |
| Vágbeszterce                                | Vágbeszterce    |
| Zsolna                                      | Zsolna          |
| Miasta komitackie (rendezett tanácsú város) |                 |
| Trencsén                                    |                 |